# الديمقراطية الآن!
الديمقراطية الآن! (بالإنجليزية: !Democracy Now) هو برنامج تقدمي غير ربحي، يملك حقوق البث للأخبار والتحاليل والرأي بشكل مستقل عن الشبكات الإخبارية في الولايات المتحدة، وهو يُبث يومياً من خلال أكثر من 1000 شبكة للإذاعة والتلفزيون والأقمار الصناعية والكابلات في أمريكا الشمالية. ويقدم ضمن برامجه تقريرًا إخباريًّا - حائز على جائزة - ويستغرق ساعة واحدة باسم «تقرير الحرب والسلام» (بالإنجليزية: War and Peace Report) والذي يقوم المحققان الصحفيان ايمي جودمان وخوان جونزاليس بدور المضيف فيه. ويمول البرنامج بالكامل من خلال التبرعات من المستمعين، والمشاهدين، والمؤسسات ولا يقبل تمويل من المعلنين عن السلع، ومتعهدى تأمين وتمويل الشركات، أو التمويل الحكومي.

## خلفية

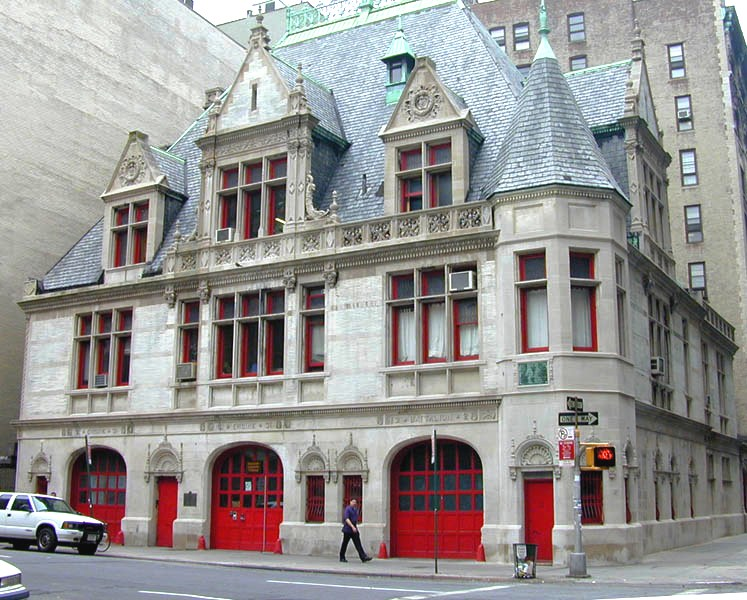
كان العرض الاخبارى يقع في مبنى محطة الإطفاء (DCTV) (محطة إطفاء محولة) في الحي الصيني في مدينة نيويورك.

الديمقراطية الآن!  تأسس في عام 1996 في محطة اذاعة وباى-اف ام ‏ في مدينة نيويورك من قبل الصحفيين التقدميين ايمي جودمان، وخوان جونزاليس، ولاري بنسكى، وسالم موكل، وجولي درايزن. وقد كان يُبث في الأصل على 5 محطات إذاعية لشبكة اذاعة راديو باسيفيكا  (بالإنجليزية: Pacifica Radio). جودمان هي المضيفة الرئيسية للبرنامج، بالمشاركة بكثرة مع خوان جونزاليس في القيام بالضيافة. وأصبح جيريمي سكاهيل، وهو مراسل تحقيقات في مجلة الأمة (بالإنجليزية: The Nation)، مساهماً بشكل متكرر في البرنامج منذ عام 1997. النسخة الإسبانية من البرنامج تتضمن عناوين الصحف اليومية، وكذلك على ملخص أسبوعي للأخبار والتي بدأها اندريس توماس كونتريس في مايو عام 2005. ويركز البرنامج على القضايا التي يعتبرها منتجو البرنامج قد تم الإبلاغ عنها بشكل مبخس لحقها أو قد تم تجاهلها من قبل التيار الرئيسى للتغطية الاخبارية. وقد بدأ البث التلفزيوني للبرنامج في شهر سبتمبر 2001.

## حق البث
الديمقراطية الآن! هو البرنامج القومى الرائد لشبكة اذاعة راديو باسيفيكا  ويتم البث التلفزيونى للبرنامج في وقت واحد مع البث الاذاعى على محطات التلفزيون المفتوحة للجمهور؛ عبر القمر الصناعي على شاشة Free Speech TV وLink TV، والقنوات الغير مشفرة على النطاق سى. كما يتوفر الديمقراطية الآن! أيضاً على شبكة الإنترنت في شكل مقاطع مسموعة ومرئية قابلة لتحميلها أو عرضها بشكل متواصل على الحاسوب. وفي المجموع، تقوم أكثر من 950 محطة تلفزيونية وإذاعية في جميع أنحاء العالم ببث برنامج الديمقراطية الآن!.

## الجوائز وردود الفعل
| "أعتقد أنها على الأرجح من أهم مؤسسات الأخبار التقدمية التي ظهرت في هذة الفترة من الزمان." |
| —روبرت و. ماكنزي في مجلة The Nation                                                       |

الديمقراطية الآن! وموظفيها حصلوا على عدة جوائز صحافية، وتشمل تلك الجوائز جائزة جرايسي للنساء الأميركيات في الإذاعة والتلفزيون؛ وجائزة جورج بولك للوثيقة الإذاعة «الحفر والقتل: شيفرون ودكتاتورية نيجيريا النفطية» التي اصدروها في عام 1998، عن شركة شيفرون ووفاة اثنين من القرويين النيجيريين أثناء احتجاجهما على حادثة تسرب نفطي؛ كما فازت جودمان مع ألان نيرن على جائزة ذكري روبرت ف. كينيدي الأولى للإذاعة الدولية لتقريرهما الصادر عام 1993، «المجزرة: قصة تيمور الشرقية» التي شملت تغطية مباشرة للإبادة الجماعية خلال الاحتلال الإندونيسي لتيمور الشرقية.
في 1 أكتوبر 2008، وتم ادراج اسم جودمان كحائزة على جائزة سبيل العيش الحق لعام 2008، فيما يتعلق بسنوات عملها في إنشاء برنامج الديمقراطية الآن!.

## التغطية
الديمقراطية الآن! برنامج بارز ومرموق بتغطيته للأحداث العالمية الحالية، مثل احتلوا وول ستريت، والربيع العربي، وغيرها من الحركات الاجتماعية العالمية. ويتميز في كثير من الأحيان بمقابلات حية مع شخصيات بارزة ومشاركين في تلك الحركات.

## حالات القبض على صحفيين في المؤتمر الوطني الجمهوري 2008

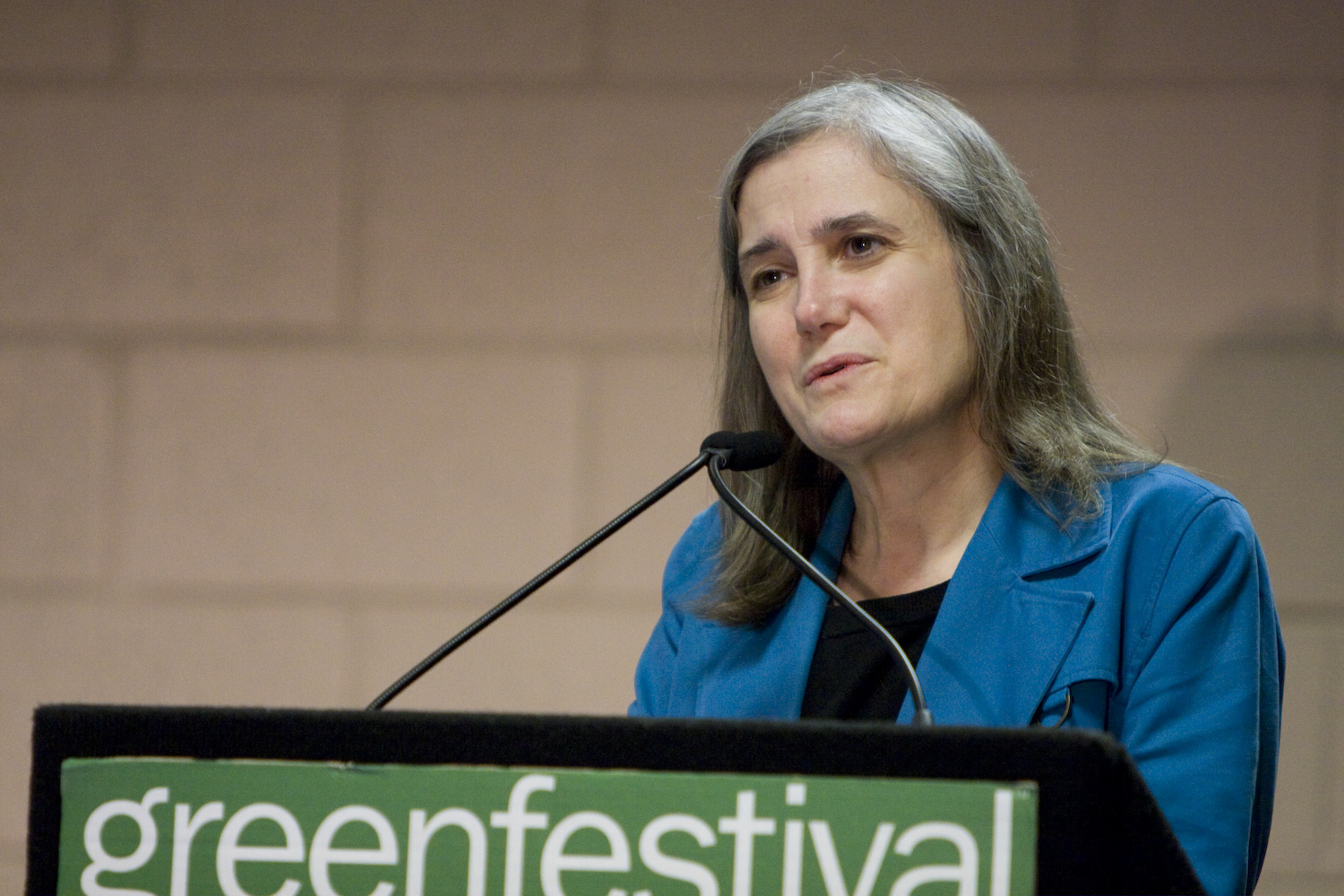
إيمي جودمان، مقدمة برنامج الديمقراطية الآن! تخاطب مهرجان شيكاغو الأخضر لعام 2010.

القت الشرطة القبض على ثلاثة صحفيين يعملون مع الديمقراطية الآن! ، وقد شمل ذلك المضيفة الرئيسية ايمي جودمان، ومنتجين الأخبار نيكول سالازار وشريف عبد القدوس- أثناء تغطيتهم لأحداث احتجاجات المؤتمر الوطني الجمهوري عام 2008. كانت سالازار تقوم بالتصوير عندما اقتحم ضباط مكافحة الشغب منطقتها. وبينما كانت تصرخ «صحافة!» تم طرحها أرضاً وأُمرت بوضع وجهها في الأرض بينما قام ضابط آخر بجرها إلى الوراء من ساقها عبر الرصيف. وتم نشر لقطات الفيديو للحادثة على الفور على شبكة الإنترنت، مما أدى إلى غضب شعبي واسع ضد القبض عليها. عندما اقترب منها المنتج الثاني، قدوس، تم إلقاء القبض عليه هو الآخر، ووجهت إليه تهمة ارتكاب جناية. وفقاً لبيان صحفي صادر عن الديمقراطية الآن!، ألقي القبض على جودمان نفسها بعد مواجهة الضباط بشأن القبض على زملائها. وكان الضباط قد أقاموا خط «للسيطرة على الحشود»، وأُمرت جودمان أن تتحرك إلى الخلف. ثم ألقي القبض عليها بعد أن تم سحبها خلال خط الشرطة من قبل ضابط، وبعد ذلك تم تجريدها جسدياً من أوراق الاعتماد الصحفية لحضور المؤتمر (وكذلك قدوس) من قبل عميل في الخدمة السرية. وتم التحفظ على الجميع بتهمة أنهم «سبب محتمل لأعمال الشغب». صدر في وقت لاحق بيان من المدينة يعلن ان كل «الإتهامات الموجهة للصحفيين بارتكاب جنحة الوجود في تجمع غير قانوني» سيتم إسقاطها. وتم أيضاً إسقاط تهمة الجناية ضد سالازار وقدوس.
قدمت جودمان، وسالازار، وقدوس بعد ذلك دعوى قضائية ضد مدينتى سانت بول ومينيابوليس وكذلك متهمين آخرين. ووفقاً لباهر عزمي من مركز الحقوق الدستورية، " أن كل من المدعين الثلاثة، الذين يعملون كصحفيين مع الديمقراطية الآن! ، وصلوا إلى تسوية نهائية مع مدينة مينيابوليس وسانت بول، والخدمة السرية الأمريكية، التي من شأنها أن تحل المطالبات يتعويضات لهم من تلك الجهات نتيجة لعملية القبض والاحتجاز الغير قانونية والعنيفة جداً. "التسوية تتضمن 100,000 دولار تعويض ووعد بتدريب الشرطة."

## الضيوف البارزون والمقابلات والمناظرات على الهواء
- ألان ديرشوفيتز ونورمان ج. فنكلستين - فنكلستين هو ضيف متكرر للبرنامج. وكانت هذه مناظرة تم الإعلان عنها كثيراً، وهي تدور حول ما إذا كان كتاب ديرشوفيتز، القضية لأجل وجود إسرائيل (بالإنجليزية: The Case For Israel) مسروق وغير دقيق. وقد كتب ديرشوفيتز انه وافق على الظهور في البرنامج بعد أن قيل له أنه سوف يناقش نعوم تشومسكي، وليس فنكلستين.
- آلان جرينسبان، الرئيس السابق لنظام الاحتياطي الفدرالي - تمت إدارة المقابلة من قبل ايمي جودمان ونعومي كلاين، وهي صحفية ومؤلفة لكتاب ''عقيدة الصدمة''(بالإنجليزية: The Shock Doctrine)، الصادر في 24 سبتمبر 2007.[22] وفي مقابلة أخرى للمتابعة مع جرينسبان، قام الصحفيان المحققان الحائزان على جائزة بوليتزر، دونالد بارليت وجيمس ستيل، بوصف جرينسبان بأنة «خاطئ تماماً» بشأن زعمه في تلك المقابلة ببراءة مجلس الاحتياطي الاتحادي من مسؤوولية في نقل مليارات الدولارات من الاحتياطي الاتحادي إلي العراق، حيث يزعم الصحفيان أن 9 مليارات دولار منها لم يتم بعد احتسابها.[24] وذلك اعتماداً على مقالهما الذي نشر في مجلة فانيتي فير (بالإنجليزية:Vanity Fair) في أكتوبر 2007.[23]
- أرونداتي روي - وهي ضيفة متكررة؛ وكاتبة هندية، وناشطة مناهضة للحرب، وقيادية في الحركة العالمية للعولمة البديلة.
- بيل كلينتون - في حديث خاص بعد ساعات في يوم الانتخابات الرئاسية الأمريكية لعام 2000 [25] وادت المقابلة الساخنة عن السياسات النيوليبرالية لإدارة كلينتون، وقصف فيكويس، والعقوبات على العراق، وليونارد بلتيير، وعقوبة الإعدام، والحظر المفروض على كوبا، التنميط العنصري، رالف نادر، والصراع الإسرائيلي الفلسطيني أن وصف الرئيس المنتهية ولايته ايمي جودمان بأنها «عدائية وقتالية». وقام موظف في البيت الأبيض تابع لمكتب الصحافة بانتقاد جودمان في وقت لاحق بسبب الشرود عن موضوع خروج كلينتون من دائرة التصويت، ومواصلة الحديث معه أطول بكثير من الدقيقتين أو الثلاث المتفق عليها. وكان جواب جودمان هو أن «الرئيس كلينتون هو الشخص الأكثر نفوذاً في العالم، ويمكنه إنهاء أي حديث عندما يريد».[26]
- بيل مويرز - مقابلة معه؛ السكرتير الصحفى السابق في إدارة جونسون والمضيف السابق لبرنامج «الآن مع بيل مويرز» التلفزيوني (بالإنجليزية:NOW with Bill Moyers) في شبكة PBS والمضيف السابق لبرنامج «جريدة بيل مويرز» (بالإنجليزية: Bill Moyers' Journal)على شبكة PBS.
- كورنيل ويست - باحث علمي، وحالياً أستاذ في معهد الاتحاد اللاهوتي، عمل سابقاً في جامعتى هارفارد، وبرنستون، وجامعة ييل؛ وهو ناشط؛ ومؤلف.
- داني غلوفر - ضيف دائم؛ ممثل الاميركي، ومخرج سينمائي، وناشط سياسي.
- دينيس كوسينيتش، مرشح رئاسي ديمقراطي - في مقابلة مع جودمان وجونزاليس في 9 نوفمبر، 2007 [28].
- إدوارد سعيد - كان ضيفاً دائماً؛ أستاذ في جامعة كولومبيا، وناقد أدبي وفكري وناشط فلسطيني.
- إيفو موراليس، رئيس بوليفيا - مقابلة في 22 سبتمبر 2006؛ وتحدث فيه عن خطابه الأخير في الأمم المتحدة في نيويورك حيث كان يمسك ورقة الكوكا وجادل من أجل إصلاح القوانين الدولية للمخدرات وكذلك تحدث عن عن تأميم احتياطيات الطاقة في بوليفيا من بين مواضيع أخرى. وتم عمل مقابلة مع موراليس مرة أخرى في 23 أبريل، 2010 بعد «مؤتمر شعوب العالم» المعني بتغير المناخ في كوتشابامبا، بوليفيا.[30]
- جورج ماكجفرن، المرشح الرئاسي الديمقراطي لعام 1972 - في مقابلة في 11 مارس 2008 حول سباق الرئاسة في ذلك العام، وكيف قامت رئاسة ماكغفرن للجنة الإصلاح في الحزب الديمقراطي في الفترة (1969-1970) بتحويل عملية الترشح في الحزب [31].
- جورج باباندريو، رئيس الوزراء اليوناني - في مقابلة في 8 ديسمبر، 2011 في مؤتمر الأمم المتحدة حول تغير المناخ في ديربان، جنوب أفريقيا بعد وقت قصير من استقالته بسبب ضغوط من الاتحاد الأوروبي والمؤسسات المالية [32].
- جور فيدال - وهو مؤلف أمريكى وكاتب مقالات، وناشط سياسي؛ تم عمل مقابلات متفرقة معه في مناسبات قليلة.
- جريج بالاست - وهو ضيف متكرر؛ كاتب وصحفي تحقيقات مولود في الولايات المتحدة ويعمل لدى بي بي سي BBC وجريدة «ذى أوبزيرفر» (بالإنجليزية:The Observer).
- هوارد زين - في مقابلة مع ايمي جودمان، مؤرخ وناشط في وقت لاحق؛ مؤلف له العديد من الكتب، بما في ذلك كتاب التاريخ الشعبى للولايات المتحدة (بالإنجليزية:A People's History of the United States).
- هوغو شافيز، رئيس فنزويلا - في مقابلة في سبتمبر 2005 [34].
- جان برتران أريستيد - في 16 مارس 2004، رئيس هايتي المخلوع مؤخراً الذي اتهم الولايات المتحدة بخطفه والإطاحة بحكومة هايتي.
- جيمي كارتر - في مقابلة في 10 سبتمبر 2007؛ الرئيس الأميركي السابق: مؤلف كتاب «فلسطين، السلام وليس الفصل العنصري» (بالإنجليزية:Palestine Peace Not Apartheid).
- جوزيف ستيجلز - ضيف متكرر؛ أستاذ الاقتصاد في جامعة كولومبيا، الفائز بجائزة نوبل التذكارية في العلوم الاقتصادية في عام (2001)، ومؤلف كتب.
- جوليان أسانج
- بول كروغمان - ضيف متكرر؛ أستاذ الاقتصاد في جامعة برينستون، الفائز بجائزة نوبل التذكارية في العلوم الاقتصادية في عام (2008)، ومؤلف كتب.
- لوري بيرينسون - مقابلة [37] في عام 1999 في بيرو من قبل ايمي جودمان، ناشطة سياسية القى القبض عليها في عام 1995 وأدينت بتهمة التعاون مع حركة توباك أمارو الثورية، وهي منظمة يسارية تتبع حرب العصابات في بيرو. وكانت هذه هي المرة الأولى التي استطاع فيها صحفي إجراء مقابلة مع بيرينسون داخل السجن حيث كانت محجوزة. [37]
- مانويل زيلايا - مقابلات متعددة مع الرئيس المخلوع في هندوراس.
- محمود أحمدي نجاد
- مايكل إريك دايسون - ضيف دائم؛ أستاذ في جامعة جورج تاون، كاتب ومضيف راديو.
- مايكل مور - المخرج والمؤلف والمعلق السياسي؛ مقابلة في 10 مارس 2011 [40] وفي 28 سبتمبر 2011 [41]
- موميا أبو جمال - في السنة الأولى لبرنامج، الديمقراطية الآن! ، كان واحداً من أوائل البرامج الشعبية التي تذيع على الهواء تعليقات من صحفيين مثيرين للجدل وأعضاء سابقين في حزب الفهود السود، المحكوم عليهم بالإعدام في ولاية بنسلفانيا بتهمة قتل ضابط شرطة في فيلادلفيا. تسبب القرار في 1997 بإذاعة تعليقات أبو جمال على الهواء في الديمقراطية الآن! في خسارة اثني عشر من ال 36 رابطة المنضمة للبرنامج.[42]
- نعومي كلاين - كاتبة ومفكرة عامة، وناقدة للعولمة ورأسمالية الشركات. تمت مقابلتها في 9 مارس، 2011.[43]
- نعوم تشومسكي - ضيف تتم مقابلته بانتظام؛ أستاذ اللغويات في معهد ماساتشوستس للتقنية (MIT)، محلل سياسي، وكاتب.
- نورمان فنكلستين - المؤلف والناشط والباحث.
- رالف نادر - ضيف تتم مقابلته بانتظام؛ ناشط مستهلك، ناقد للشركات، ومؤلف، ومرشح رئاسي سابق. [44]
- ريكاردو الاركون - رئيس الجمعية الوطنية الكوبية، قامت ايمي جودمان بالمقابلة.
- روبرت فيسك - ضيف متكرر؛ صحفي بريطاني وهو مراسل الشرق الأوسط لجريدة ذي إندبندنت(بالإنجليزية:The Independent).
- جون بيلجر - ضيف متكرر؛ الصحفي الأسترالي والمخرج.
- سكوت ريتر - مقابلة؛ مفتش الاسلحة السابق للامم المتحدة الذي شكك في ادعاءات إدارة بوش حول برامج الأسلحة في العراق [45].
- طارق علي وكريستوفر هيتشنز - أتخذوا طرفين نقيضين في مناظرتين حول غزو العراق، في 4 ديسمبر، 2003 [46] و12 أكتوبر 2004. [47]
- توكل كرمان - وهي ناشطة يمنية حاصلة على جائزة نوبل للسلام عام 2011 وظهرت في البرنامج في 21 أكتوبر 2011، في حين كانت في نيويورك لاستصدار قرار من مجلس الأمن الدولي الذي من شأنه أن يخلق طريقاً لرئيس اليمن السابق، على صالح، للاستقالة من منصبه.
- يوكو أونو - موسيقية، وناشطة سلام وأرملة جون لينون. مقابلة في 16 أكتوبر 2007. [48]

## وصلات خارجية
- الديمقراطية الآن! على موقع IMDb (الإنجليزية)
- الديمقراطية الآن! على موقع كينوبويسك (الروسية)
- الديمقراطية الآن! على موقع قاعدة بيانات الفيلم (الإنجليزية)

الموقع الرسمي لبرنامج «الديموقراطية الآن!»